# Гуцал, Пётр Фёдорович
Пётр Фёдорович Гуцал (21 июня 1921 — 29 марта 1996) — советский, украинский и русский писатель, переводчик. Член Союза писателей СССР (1954).

## Биография
Пётр Гуцал родился 21 июня 1921 года в Янове (ныне — Иванов (Тепликский район)).
Участник Великой Отечественной войны, военный лётчик.
В 1947 году окончил Львовский университет по специальности педагог. Работал в военно-морском ведомстве, партийных учреждениях УССР. В 1951—1957 годах — начальник политотдела Дунайского пароходства. Бывал за границей на судах дальнего плавания. В 1972 году переехал в Москву.
Был членом правления Московской писательской организации. Занимался развитием местных творческих клубов и кружков, в частности, в 1983 году присутствовал на проведении первого заседания «Клуба интересных встреч» в Набережных Челнах.
Писал о впечатлениях от пребывания во многих странах мира, о труде советских моряков дальнего плавания.
Переводил на украинский язык пьесы, в частности «Перед ужином» В. Розова и «Океан» А. Штейна.
Умер 29 марта 1996 года в Москве.

## Работы
- «Австралийская трагедия. Записки советского моряка» (К., 1954),
- «Вдали от родных берегов» (Москва, 1955),
- «На хвилях двох океанів» (К., 1963),
- «Придунайські вогні» (К., 1964),
- «Под чужим небом» (Уфа, 1972)